# 1996년 하계 올림픽 노르웨이 선수단
1996년 하계 올림픽 노르웨이 선수단은 미국 애틀란타에서 개최된 1996년 하계 올림픽에 참가한 노르웨이 선수단이다.